# Лопаты (Щучинский район)
Лопаты (бел. Лапаты́) — деревня в Щучинском районе Гродненской области Беларуси. Входит в состав Рожанковского сельсовета.

## География
Пролегает дорога Р-141.
Ближайшие населённые пункты Голынка, Крупели и др.

## История
В 1905 году в Орлянской волости Лидского уезда Виленской губернии.

## Население

### Численность
- 2009 год — 32 жителей

### Динамика
- 1905 год — 182 жителей (106 муж., 76 жен.)[2]
- 2009 год — 32 жителей (перепись населения)[2]

## Достопримечательность
- Триангуляционный пункт Дуги Струве возле деревни Лопаты. В «Лопаты» находится один из пунктов дуги Струве — (53°33′37″ с. ш. 24°52′11″ в. д.HGЯO) на территории Рожанковского сельсовета.